# استیون لینچ

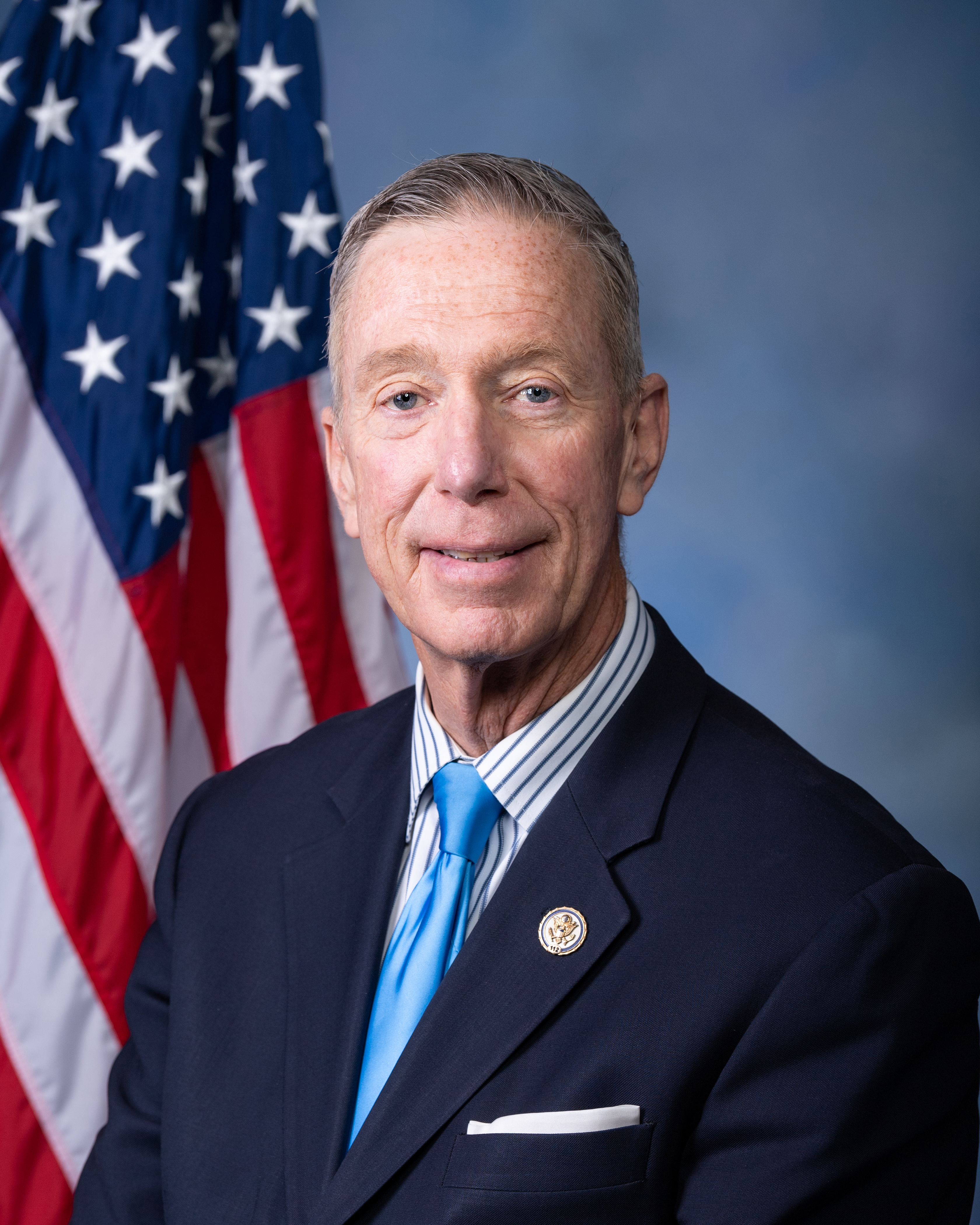

استیون لینچ (به انگلیسی: Stephen Lynch) نمایندهٔ حوزه انتخابیه نهم ماساچوست از حزب دموکرات ایالات متحده آمریکا در مجلس نمایندگان ایالات متحده آمریکا است که برای نخستین‌بار در ۱۶ اکتبر ۲۰۰۱ میلادی به‌عضویت این مجلس درآمد.